# Grass Valley (Oregon)
Grass Valley is een plaats (city) in de Amerikaanse staat Oregon, en valt bestuurlijk gezien onder Sherman County.

## Demografie
Bij de volkstelling in 2000 werd het aantal inwoners vastgesteld op 171. In 2006 is het aantal inwoners door het United States Census Bureau geschat op 147, een daling van 24 (-14,0%).

## Geografie
Volgens het United States Census Bureau beslaat de plaats een oppervlakte van 1,4 km², geheel bestaande uit land. Grass Valley ligt op ongeveer 688 m boven zeeniveau.

## Plaatsen in de nabije omgeving
De onderstaande figuur toont nabijgelegen plaatsen in een straal van 36 km rond Grass Valley.